# Piiroonluoto
Piiroonluoto är en ö i Finland. Den ligger i sjön Paro och i kommunen Jorois i den ekonomiska regionen  Pieksämäki ekonomiska region  och landskapet Södra Savolax, i den södra delen av landet, 270 km nordost om huvudstaden Helsingfors. Öns area är 10,8 hektar och dess största längd är 0,5 kilometer i öst-västlig riktning.